# Таргын (село)
Таргын (каз. Тарғын) — село в Уланском районе Восточно-Казахстанской области Казахстана. Административный центр Таргынского сельского округа. Находится примерно в 49 км к юго-востоку от районного центра, посёлка Касыма Кайсенова. Код КАТО — 636273100.

## История
30 ноября 1940 года Таргын получил статус рабочего посёлка.

## Население
В 1999 году население села составляло 1134 человека (560 мужчин и 574 женщины). По данным переписи 2009 года, в селе проживало 1215 человек (589 мужчин и 626 женщин).